# إيدا فرنانديز ريوس
إيدا فرنانديز ريوس (4 مارس 1947 - 22 ديسمبر 2015)  علم المناخ وعالمة أحياء بحرية وأستاذة في معهد البحوث البحرية (IIM) في إسبانيا. تخصصت في دراسة المحيط الأطلسي. كانت مديرة المجلس القومي للبحوث الإسباني (CSIC)، وكذلك عضوًا في الأكاديمية الملكية الجاليكية للعلوم (RAGC).

## السيرة الشخصية
بدأت إيدا العمل البحثي في علم الأحياء البحرية عام 1972، عندما بدأت العمل مع معهد بحوث المصايد (IIP) في أوروغواي. حصلت على درجة الدكتوراة في علم الأحياء عام 1992 من جامعة سانتياغو. من عام 2006 إلى عام 2011، كانت إيدا مديرة المجلس القومي للبحوث الإسبانية، وقادت أيضًا لجنة البرنامج الدولي للغلاف الجوي والمحيط الحيوي التي ركزت على دراسة تغير المناخ من 2005 إلى 2011. بدأت في الأكاديمية الملكية الجاليكية للعلوم في 6 يونيو 2015، حيث ألقت خطابًا افتتاحيًا حول زيادة حموضة المحيط الأطلسي بسبب ثاني أكسيد الكربون بعنوان "Acidificación do Mar: Unha consecuencia das emisións de CO2". 
توفيت إيدا فرنانديز في حادث سيارة في موانيا في 22 ديسمبر 2015. 

## الأبحاث
تعتبر إيدا فرنانديز «إحدى الخبراء الأوروبيين الروّاد» في مجال أبحاث العلاقة بين انبعاثات ثاني أكسيد الكربون ودرجة حموضة المحيطات. قامت أيضًا بفحص عمق المحيط الذي تحدث فيه مثل هذه التغييرات في درجة الحموضة. من خلال عملها، جادلت إيدا بأن الملاحظات على زيادة الحموضة في المحيط الأطلسي يمكن تفسيرها بشكل أفضل من خلال التغيرات في تراكم ثاني أكسيد الكربون الناتج عن النشاط البشري وليس من المصادر الطبيعية.